# Anti-Everything
Anti-Everything ist eine Punk-Band aus Trinidad und Tobago.

## Geschichte
Anti-Everything wurden im Jahr 2000 in St. Joseph, etwa elf Kilometer östlich der Hauptstadt Port of Spain, gegründet. Zum Zeitpunkt der Gründung waren die Mitglieder noch Teenager, und der Name wurde aus einer generellen Ablehnungshaltung heraus gewählt. Anfang der 2010er-Jahre zogen Sänger Bryan Khan und Gitarrist Randy Ali nach Europa; seitdem entstehen Songs der Band primär durch Online-Kooperation, und Aufnahmen erfolgten im Rahmen von Heimatbesuchen von Khan und Ali. Stand 2021 leben die Bandmitglieder über Trinidad verteilt, nur Randy Ali lebt in Belgien. Für die 2017 erschienene EP Harbour Ties wurden die Schlagzeug-Parts aus terminlichen Gründen nicht von Jon Otway, sondern vom mit der Band befreundeten Vitamin-X-Schlagzeuger Danny Schneiker eingespielt. 2019 absolvierte Anti-Everything als erste trinidadische Band des Obergenres Rockmusik eine Europatournee. 2022 folgte eine weitere Europatournee durch Belgien, Deutschland, Frankreich, Italien, die Niederlande, Österreich, die Slowakei, Slowenien, Tschechien und Ungarn.

## Stil
Anti-Everything spielen Punk mit Hang zum Alternative Rock und Hardcore-Einflüssen. Als Inspiration benennt die Band neben Old School- (Black Flag, Minor Threat) und New School-Punkbands (Pennywise, Strike Anywhere) auch Calypso-Interpreten, da diese sich in der Vergangenheit nicht gescheut hätten, auch kontroverse Themen anzusprechen, die in der Öffentlichkeit tabuisiert wurden. Es sind Anleihen an Reggae, Dub und Ska erkennbar, gelegentlich kommt auch eine Steel Pan zum Einsatz. Textlich behandeln Anti-Everything größtenteils politische und soziale Konflikte, häufig ihre Heimat Trinidad betreffend. Ein geringer Teil ihrer Texte behandelt persönliche Themen wie die Identitätssuche oder hat einen reinen Spaßcharakter.
Anti-Everything ist die einzige Punkband in Trinidad und Tobago.

## Diskografie
- 2009: The International Conspiracy to Push You Down (Boatshrimp Records)
- 2010: Decision 2010 (EP, Boatshrimp Records)
- 2010: Please Do Your Job (Properly) (EP, Boatshrimp Records)
- 2011: Children of a Globalised World (Boatshrimp Records)
- 2015: A Folly of Its Own (EP, Boatshrimp Records)
- 2017: Harbour Ties (EP, Boatshrimp Records)
- 2018: Congestión (EP, Boatshrimp Records)
- 2020: Fowl Fete (EP, Boatshrimp Records)
- 2021: COAGX (Boatshrimp Records, Pumpkin Records)
- 2023: Generational Trauma (EP, Boatshrimp Records)

### Sampler-Beiträge
- 2007: Greenlight Network Vol. 1 (Greenlight Network, Track "The Way We Choose to Live Our Lives")[6]
- 2011: Punktology Vol. 1 (Punk Outlaw Records, Tracks "New Generation" und "Ratchet Design")
- 2012: Hardcore 4 Syria (Hardcore 4 Syria, Track "Gravity On Hold")